# Liste der Naturdenkmale in Horbruch
Die Liste der Naturdenkmale in Horbruch nennt die im Gemeindegebiet von Horbruch ausgewiesenen Naturdenkmale (Stand 27. April 2024).

## Ehemalige Naturdenkmale
| Nr. | Bezeichnung | Lage                                            | Beschreibung                              | Bild                                    |
| --- | ----------- | ----------------------------------------------- | ----------------------------------------- | --------------------------------------- |
|     | Kirschbaum  | südlich des Ortes; Flur In der Waldscheuer Lage | Prunus avium; Rechtsverordnung aufgehoben | Direkt Bild zu diesem Denkmal hochladen |